# Scottish Cup (Eishockey)
Der Scottish Cup ist der nationale Pokalwettbewerb in Schottland im Eishockey. An ihm nehmen Mannschaften der Scottish National League teil, in manchen Jahren ergänzt durch Mannschaften höherer Ligen.

## Titelträger
| 1997    | Paisley Pirates       |                       |                       |
| 1998    | Fife Flyers           |                       |                       |
| 1999    | Fife Flyers           |                       |                       |
| 2000    | Fife Flyers           |                       |                       |
| 2001    | Fife Flyers           | Edinburgh Capitals II | Edinburgh Capitals    |
| 2002    | Edinburgh Capitals II | Edinburgh Capitals II | Edinburgh Capitals II |
| 2003    | Camperdown            | Paisley Pirates       | Edinburgh Capitals II |
| 2004    | Dumfries              | Camperdown            | Dumfries              |
| 2004/05 | Paisley Pirates       | Solway Sharks         | Edinburgh Capitals II |
| 2005/06 | Fife Flyers           | Fife Flyers           | Solway Sharks         |
| 2006/07 | Fife Flyers           | Fife Flyers           |                       |
| 2007/08 | Dundee Stars          | Dundee Stars          |                       |
| 2008/09 | Fife Flyers           | Fife Flyers           |                       |
| 2009/10 | Fife Flyers           | Dundee Stars          |                       |
| 2010/11 | Dundee Comets         |                       |                       |
| 2011/12 | Dundee Comets         |                       |                       |
| 2012/13 | Edinburgh Capitals    |                       |                       |
| 2013/14 | Edinburgh Capitals    |                       |                       |
| 2014/15 | Edinburgh Capitals    | Edinburgh Capitals    |                       |
| 2015/16 | Paisley Pirates       |                       |                       |
| 2016/17 | Dundee Comets         |                       |                       |
| 2017/18 | Dundee Comets         |                       |                       |

## Austragungen

### Scottish Cup 2010/11
Qualifikation
|  | Paisley Pirates | 5:6 | Kilmarnock Storm |  |

|  | Solway Sharks | kampflos | Dundee Tigers |  |

Viertelfinale
|  | Moray Firth | 8:7PS | Aberdeen Lynx |  |

|  | North Ayrshire Wild | 6:9 | Kilmarnock Storm |  |

|  | Kirkaldy Kestrels | 1:8 | Edinburgh Capitals |  |

|  | Dundee Comets | 5:3 | Dundee Tigers |  |

Halbfinale
|  | Moray Firth | kampflos | Kilmarnock Storm |  |

|  | Edinburgh Capitals | 3:5 | Dundee Comets |  |

Finale
|  | Kilmarnock Storm | 3:10 | Dundee Comets |  |

### Scottish Cup 2011/12
Qualifikation
|  | Paisley Pirates | 3:4 | Edinburgh Capitals |  |

Viertelfinale
|  | Dundee Tigers | 5:1 | Solway Sharks |  |

|  | Kilmarnock Storm | 4:11 | Dundee Comets |  |

|  | North Ayrshire Wild | 6:1 | Aberdeen Lynx |  |

|  | Kirkaldy Kestrels | 2:5 | Edinburgh Capitals |  |

Halbfinale
|  | Dundee Tigers | 3:5 | Dundee Comets |  |

|  | North Ayrshire Wild | 2:4 | Edinburgh Capitals |  |

Finale
|  | Dundee Comets | 6:4 | Edinburgh Capitals |  |

### Scottish Cup 2012/13
Viertelfinale
|  | Edinburgh Capitals | 5:0 | Kilmarnock Storm |  |

|  | North Ayrshire Wild | 6:4 | Dundee Tigers |  |

|  | Solway Sharks | 7:8 | Aberdeen Lynx |  |

|  | Kirkaldy Kestrels | 2:5 | Dundee Comets |  |

Halbfinale
|  | Edinburgh Capitals | 7:6 | North Ayrshire Wild |  |

|  | Aberdeen Lynx | 4:5 | Dundee Comets |  |

Finale
|  | Edinburgh Capitals | 4:2 | Dundee Comets |  |

### Scottish Cup 2013/14
Viertelfinale
|  | Kirkcaldy Kestrels | 13:3 | Moray Firth |  |

|  | Aberdeen Lynx | 2:5 | Solway Sharks |  |

|  | Edinburgh Capitals | 5:1 | Dundee City |  |

|  | Kilmarnock Storm | 9:4 | North Ayrshire Wild |  |

Halbfinale
|  | Kirkcaldy Kestrels | 5:1 | Solway Sharks |  |

|  | Edinburgh Capitals | 6:2 | Kilmarnock Storm |  |

Finale
|  | Kirkcaldy Kestrels | 3:4 | Edinburgh Capitals |  |

### Scottish Cup 2014/15
Qualifikation
|  | Kirkaldy Kestrels | 2:0 | Kilmarnock Storm |  |

|  | Moray Firth | kampflos | Paisley Pirates |  |

Viertelfinale
|  | Aberdeen Lynx | 8:1 | North Ayrshire Wild |  |

|  | Dundee Comets | 6:5PS | Kirkaldy Kestrels |  |

|  | Dundee City | 5:3 | Solway Sharks |  |

|  | Edinburg Capitals | 8:1 | Moray Firth |  |

Halbfinale
|  | Aberdeen Lynx | 5:6PS | Dundee Comets |  |

|  | Dundee City | 3:11 | Edinburgh Capitals |  |

Finale
|  | Dundee Comets | 0:6 | Edinburgh Capitals |  |

### Scottish Cup 2015/16
Qualifikation
|  | Dundee Tigers | 6:5 | Solway Sharks |  |

|  | North Ayrshire Wild | 1:13 | Paisley Pirates |  |

Viertelfinale
|  | Moray Typhoons | 0:5 | Edinburgh Capitals |  |

|  | Dundee Comets | 2:3 | Dundee Tigers |  |

|  | Aberdeen Lynx | 12:1 | Kilmarnock Storm |  |

|  | Kirkaldy Kestrels | 1:4 | Paisley Pirates |  |

Halbfinale
|  | Edinburgh Capitals | 2:1 | Dundee Tigers |  |

|  | Aberdeen Lynx | 0:2 | Paisley Pirates |  |

Finale
|  | Edinburgh Capitals | 0:9 | Paisley Pirates |  |